# Осада Ниццы (1705—1706)
Осада Ниццы (фр. Siège de Nice) — одно из сражений эпохи Войны за испанское наследство.

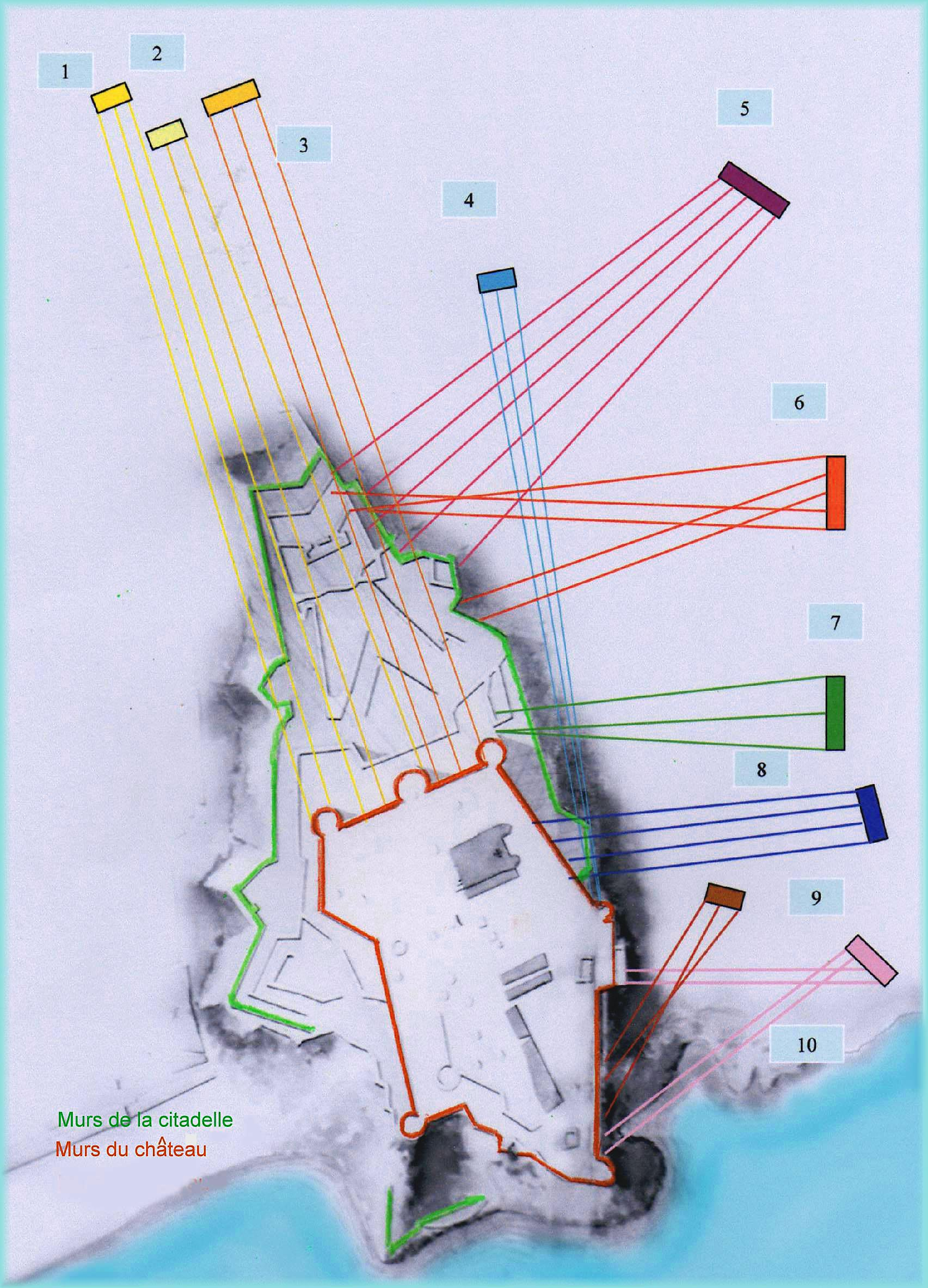
Схема расположения осадных батарей вокруг замка Ниццы.

Весной 1705 года французские войска герцога де ла Фельяда сосредоточились на западном берегу реки Варо, готовясь к вторжению в герцогство Савойское, которое недавно перешло на сторону союзников. Савойская крепость Ницца не была подготовлена к осаде и потребовала запасы пороха из Пьемонта. Её цитадель и замок возвышались над городом с отрога естественной скалы, а стена высотой 8 метров окружала город на протяжении 2,3 км. Внутри укрепленной линии была более толстая стена с башнями по бокам.
Французская армия осадила Ниццу, которая сдалась после нескольких недель осады, однако господствовавший над городом замок продолжил сопротивление и продержался десять месяцев. Воевавший на французской стороне герцог Бервик, перенявший командование над осадными войсками, разместил вокруг замка 113 пушек и мортир и в результате 54-дневной бомбардировки разрушил его до основания. То, что осталось от укреплений, было по приказу Людовика XIV полностью снесено с лица земли, чтобы проучить Савойское герцогство за переход на сторону противника.
Капитуляция крепости позволила французам войти в Пьемонт. За взятие Ниццы герцог Бервик был сделан маршалом Франции.